# Interface PMod
 (juin 2022).
La mise en forme du texte ne suit pas les recommandations de Wikipédia : il faut le « wikifier ».
Les points d'amélioration suivants sont les cas les plus fréquents. Le détail des points à revoir est peut-être précisé sur la page de discussion.
- Les titres sont pré-formatés par le logiciel. Ils ne sont ni en capitales, ni en gras.
- Le texte ne doit pas être écrit en capitales (les noms de famille non plus), ni en gras, ni en italique, ni en « petit »…
- Le gras n'est utilisé que pour surligner le titre de l'article dans l'introduction, une seule fois.
- L'italique est rarement utilisé : mots en langue étrangère, titres d'œuvres, noms de bateaux, etc.
- Les citations ne sont pas en italique mais en corps de texte normal. Elles sont entourées par des guillemets français : « et ».
- Les listes à puces sont à éviter, des paragraphes rédigés étant largement préférés. Les tableaux sont à réserver à la présentation de données structurées (résultats, etc.).
- Les appels de note de bas de page (petits chiffres en exposant, introduits par l'outil «  Source ») sont à placer entre la fin de phrase et le point final[comme ça].
- Les liens internes (vers d'autres articles de Wikipédia) sont à choisir avec parcimonie. Créez des liens vers des articles approfondissant le sujet. Les termes génériques sans rapport avec le sujet sont à éviter, ainsi que les répétitions de liens vers un même terme.
- Les liens externes sont à placer uniquement dans une section « Liens externes », à la fin de l'article. Ces liens sont à choisir avec parcimonie suivant les règles définies. Si un lien sert de source à l'article, son insertion dans le texte est à faire par les notes de bas de page.
- La présentation des références doit suivre les conventions bibliographiques. Il est recommandé d'utiliser les modèles {{Ouvrage}}, {{Chapitre}}, {{Article}}, {{Lien web}} et/ou {{Bibliographie}}. Le mode d'édition visuel peut mettre en forme automatiquement les références.
- Insérer une infobox (cadre d'informations à droite) n'est pas obligatoire pour parachever la mise en page.

Pour une aide détaillée, merci de consulter Aide:Wikification.
Si vous pensez que ces points ont été résolus, vous pouvez retirer ce bandeau et améliorer la mise en forme d'un autre article.
 (juin 2022).
L'interface Pmod (peripheral module interface) est une norme ouverte définie par Digilent Inc. dans la spécification d'interface Digilent Pmod  pour connecter des modules périphériques à des cartes de développement FPGA et microcontrôleur.

## Aperçu
Les modules disponibles vont du simples boutons-poussoirs jusqu'à des modules plus complexes avec des interfaces réseau, des convertisseurs analogique-numérique ou des écrans LCD. Ces modules peuvent être utilisés avec une variété de cartes de développement FPGA ou microcontrôleur de différents fournisseurs. Les modules Pmods ne sont pas nécessairement plug-and-play - un logiciel et une configuration peuvent être requis - mais l'interface matérielle est préconçue et les modules peuvent être rapidement connecté à des cartes hôtes à des fins de prototypage ou d'évaluation, le tout ne requérant pas soudure.
Les modules Pmods sont livrés dans une interface standard à 6 broches avec 4 signaux, une masse et une broche d'alimentation. Des modules Pmods doubles et quadruples existent également. Ceux-ci dupliquent l'interface standard pour permettre à plus de signaux d'être transmis au module.
Les modules Pmods peuvent utiliser le protocole SPI, I2C ou UART. Avec de l'I2C, il est possible d'utiliser un connecteur à 4 broches. Alternativement, les broches 1 à 4 peuvent être utilisées comme de simples broches d'E/S numériques.

## Révisions
| An   | Version | Remarques        | Réfs  |
| ---- | ------- | ---------------- | ----- |
| 2011 | 1.0.0   | Première sortie  | [ 2 ] |
| 2017 | 1.1.0   | .                | [ 3 ] |
| 2017 | 1.2.0   | .                | [ 4 ] |
| 2020 | 1.3.0   | .                | [ 5 ] |
| 2020 | 1.3.1   | Version actuelle | [ 1 ] |